# アリ・イブン・リドワン
アリー・イブン・リドワーン（アラビア語 ابو الحسن علي بن رضوان بن علي بن جعفر المصري Abū'l-Hasan ‘Alī b. Ridwān b. ‘Alī Ja‘far al-Misrī、998年頃 - 1061年頃）は、ファーティマ朝時代にエジプトで活躍した医者、占星術師、天文学者。カイロ対岸のギザに生まれた。ラテン語文献では Haly Abenrudian、 Radohan Aegyptius などとして表れる。

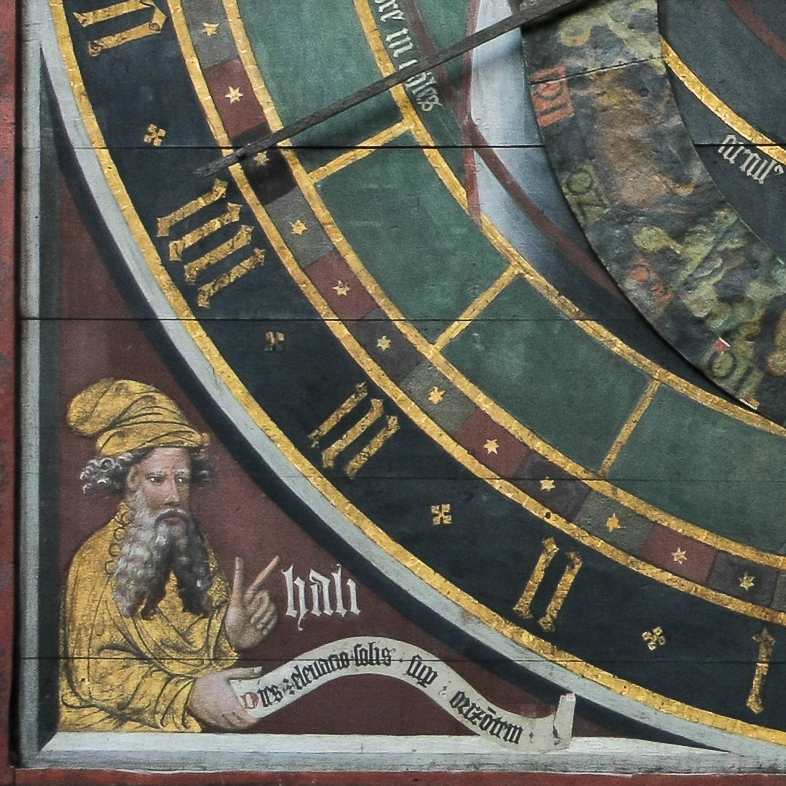
Ali ibn Ridwan

## 人物
古代ギリシアの医学、特にガレノスの著書『アルス・パルヴァ』(Ars Parva)の注釈を著し、これは後にクレモナのジェラルドによってラテン語に翻訳された。1006年に超新星SN 1006を観測し、プトレマイオスの占星術の著書『四つの書』(Tetrabiblos)の注釈書に記録を残した。ヨーロッパではHalyまたは Haly Abenrudianの名前で知られた。